# Drosophila ritae
Drosophila ritae is een vliegensoort uit de familie van de fruitvliegen (Drosophilidae). De wetenschappelijke naam van de soort is voor het eerst geldig gepubliceerd in 1942 door Patterson and Wheeler.